# Општина Перишани (Валча)
Перишани (рум. Perişani) општина је у Румунији у округу Валча.
Oпштина се налази на надморској висини од 596 m.